# Infračervený přebytek
Infračervený přebytek je měření astronomického zdroje, nejčastěji hvězdy, který má vyšší naměřené infračervené záření než lze očekávat, přičemž se předpokládá, že hvězda je absolutně černé těleso. Infračervené přebytky jsou často výsledkem protoplanetárneho prachu a jsou časté u mladých hvězdných objektů, vyvinutých hvězd asymptotické větve obrů a protoplanetárních mlhovin.